# Pallavolo agli VIII Giochi asiatici - Torneo femminile
Il V campionato di pallavolo femminile ai Giochi asiatici si è svolto dal 9 al 20 dicembre 1978 a Bangkok, in Thailandia, durante i VIII Giochi asiatici. Al torneo hanno partecipato 6 squadre nazionali asiatiche e la vittoria finale è andata par la quinta volta consecutiva al Giappone.

## Squadre partecipanti
| - Cina - Corea del Nord - Corea del Sud - Giappone - Hong Kong - Thailandia |

## Classifica finale
| Classifica | Squadre        |
| ---------- | -------------- |
|            | Giappone       |
|            | Cina           |
|            | Corea del Sud  |
| 4          | Corea del Nord |
| 5          | Thailandia     |
| 6          | Hong Kong      |